# Carbonate (Colorado)
Pour les articles homonymes, voir Carbonate (homonymie).
Carbonate est une municipalité américaine du comté de Garfield dans le Colorado.
Carbonate est fondée à la fin des années 1870, en raison de la présence d'une mine d'argent. Elle devient une municipalité à part entière en 1883. Elle est brièvement le siège du comté de Garfield, lors de la création du comté en février 1883. Carbonate étant difficilement accessible en raison de son altitude trop élevée (3 330 mètres d'altitude), le siège du comté est transféré à Glenwood Springs en novembre de la même année. La poste de Carbonate ferme en 1886.
Carbonate, qui s'étend sur environ 2,5 km2, ne compte aujourd'hui aucun habitant. En novembre 2014, les propriétaires locaux ont cependant voté à l'unanimité (9 voix) pour redevenir ou rester[pas clair] une municipalité, avec effet en 2015.